# Superior Challenge 19
Superior Challenge 19 (även SC19 eller SC 19), var en MMA-gala som arrangerades av Superior Challenge och ägde rum 11 maj 2019 på Cirkus i Stockholm. Galan sändes på TV3, TV10, Fite TV och Viaplay.

## Bakgrund
Huvudmatchen, main event, var en titelmatch i fjäderviktklassen mellan mästaren Diego Nunes och utmanaren Simon Sköld. Andra huvudmatchen, co-main, var en titelmatch i mellanvikt mellan mästaren Dylan Andrews och utmanaren Nicholas Musoke.

## Skador/Ändringar
Karl Albrektsson var tänkt att möta UFC-veteranen Chris Fields på SC19, men Albrektsson tvingades dra sig ur på grund av skada och matchen ströks.
David Bielkheden skulle ha mött Silmar Nunes i en icke-titelmatch, men Nunes skadade sig och ersattes av Patrik Pietilä.

### Invägning
Vid den ceremoniella invägningen som kimura.se streamade på Youtube vägde utövarna följande:
| \| Viktklass \| Maxvikt (kg) \| Atlet 1 \| Vikt \| Atlet 2 \| Vikt \| \| Underkort \| \| \| \| \| \| \| Mellanvikt \| (83,9) \| Mika Kuronen \| 79,95 \| Moraad Moreno \| 79,3 \| \| Weltervikt \| (77,1) \| J.P. Basauri Corrales \| 76,85 \| Robin Roos \| 77,35 \| \| Flugvikt \| (56,7) \| Jhonata Silva \| 56,55 \| Serdar Altas \| 57,1 \| \| Bantamvikt \| (61,2) \| Wilbert Huaman \| 61,25 \| Bartosz Wójćikiew \| 61,65 \| \| Huvudkort \| \| \| \| \| \| \| Weltervikt \| (77,1) \| Mauricio Reis \| 80,8 \| Rostem Akman \| 77,35 \| \| Fjädervikt (damer) \| (65,8) \| Inoy Razafiarison \| 63,2 \| Pannie Kianzad \| n/a \| \| Weltervikt \| (77,1) \| Patrik Pietilä \| 77,6 \| David Bielkheden \| 77,2 \| \| Mellanvikt \| (83,9) \| Dylan Andrews \| 83,9 \| Nicholas Musoke \| 83,35 \| \| Fjädervikt \| (65,8) \| Simon Sköld \| 65,75 \| Diego Nunes \| 65,55 \| |              |                       |       |                   |       |
| Inom viktklassens gräns. Inom felmarginalen för matchtypen. För stor övervikt för matchtypen. |              |                       |       |                   |       |
| *Mauricio Reis klarade inte viktgränsen och matchen blev en catchviktsmatch. |              |                       |       |                   |       |
| Viktklass | Maxvikt (kg) | Atlet 1               | Vikt  | Atlet 2           | Vikt  |
| Underkort |              |                       |       |                   |       |
| Mellanvikt | (83,9)       | Mika Kuronen          | 79,95 | Moraad Moreno     | 79,3  |
| Weltervikt | (77,1)       | J.P. Basauri Corrales | 76,85 | Robin Roos        | 77,35 |
| Flugvikt | (56,7)       | Jhonata Silva         | 56,55 | Serdar Altas      | 57,1  |
| Bantamvikt | (61,2)       | Wilbert Huaman        | 61,25 | Bartosz Wójćikiew | 61,65 |
| Huvudkort |              |                       |       |                   |       |
| Weltervikt | (77,1)       | Mauricio Reis         | 80,8  | Rostem Akman      | 77,35 |
| Fjädervikt (damer) | (65,8)       | Inoy Razafiarison     | 63,2  | Pannie Kianzad    | n/a   |
| Weltervikt | (77,1)       | Patrik Pietilä        | 77,6  | David Bielkheden  | 77,2  |
| Mellanvikt | (83,9)       | Dylan Andrews         | 83,9  | Nicholas Musoke   | 83,35 |
| Fjädervikt | (65,8)       | Simon Sköld           | 65,75 | Diego Nunes       | 65,55 |

## Resultat
1. ↑  Mellanviktstitelmatch
2. ↑   Fjäderviktstitelmatch